# 提婆達多五法
提婆達多五法，又稱為天授五法或調達五事，是釋迦牟尼佛的從兄弟提婆達多（又譯天授、調達）提出的五項苦行規定，但這五項規定不被釋迦牟尼佛所接受，造成僧團分裂。玄奘之世，印度仍有提婆達多派沙門遵守這五項規定。

## 內容
關於這五項規定的內容，各經典的說法有些不同。
- 《五分律》卷25：

1. 盡壽不食鹽，若食善法不生
2. 盡壽不食酥、乳，若食善法不生
3. 盡壽不食魚、肉，若食善法不生
4. 盡壽乞食，若受他請善法不生
5. 盡壽春夏八月日（旱、雨季之日）露坐、冬四月日（涼季之日）住於草菴，若受人屋舍善法不生

- 赤銅鍱部巴利律藏[1]

1. 盡形壽住蘭若，至聚落邊（gāmanta）者罪。
2. 盡形壽乞食，受請食者罪。
3. 盡形壽著糞掃衣，受居士衣者罪。
4. 盡形壽樹下住，住屋者罪。
5. 盡形壽不食魚、肉，食魚、肉者罪。

- 《四分律》卷4：

1. 盡形壽乞食
2. 盡形壽著糞掃衣
3. 盡形壽露坐（露天禪坐）
4. 盡形壽不食酥、鹽
5. 盡形壽不食魚、肉。

- 《毘尼母》：

1. 盡形壽乞食
2. 盡形壽糞掃衣
3. 盡形壽不食酥、鹽
4. 盡形壽不食肉、魚
5. 盡形壽露坐

- 《十誦律》[2]卷4：

1. 盡形壽受著衲衣（衲衣即糞掃衣）
2. 盡形壽受乞食法
3. 盡形壽受一食法（每日唯作一食，一坐而進食，起後不再食）
4. 盡形壽受露地坐法
5. 盡形壽受斷肉法

- 《大毗婆沙論》：

1. 盡壽著糞掃衣
2. 盡壽常乞食
3. 盡壽唯一坐食
4. 盡壽常居迴露
5. 盡壽不食一切魚、肉、血、味、鹽、酥、乳等

- 《根本說一切有部毗奈耶破僧事》卷10、《根本薩婆多部律攝》卷4[3]：

1. 從今更不應食乳、酪，令彼犢兒鎮嬰飢苦故（讓小牛和城鎮幼嬰挨餓）
2. 從今更不應食魚、肉，於諸眾生為斷命事故（在諸眾生中作殺生之事）
3. 從今更不應食於鹽，於其鹽內多塵土故
4. 從今受用衣時留長縷𦆠（指不截衣𦆠。𦆠，布帛頭尾的剩餘部分），壞彼織師作功勞故
5. 從今住村舍內（指終身不住蘭若，住於城鎮或聚落近郊），棄捐施主所施物故（受用施主布施的房舍，令施主生福）

- 《順正理論》：

1. 不應受用乳等
2. 斷肉
3. 斷鹽
4. 應被（披戴）不截衣服
5. 應居聚落邊寺（聚落近郊的寺院）

### 共通點
1. 不食用世人認為的「美食」[4]，都有提到肉、魚，有些還提到乳、酪、鹽等
2. 遵守頭陀苦行，乞食（化緣），穿破舊的衣服（唯一不同的是根有律，說受用衣時留長布）。
3. 露天禪坐修行，不住在有蓋的房屋下（唯一不同的是根有律，說居於聚落處的屋舍）。

提婆達多以頭陀苦行為依歸，要求盡形壽奉行，認為「瞿曇沙門亦有此五法，但不盡形壽，我今盡形壽受持此法」，其特點為著重在事相物欲的壓制，嚴格實踐頭陀苦行為解脫之道。
根據佛教《律藏》的註釋，佛陀自己就常常讚歎提婆達多五法所提到的那些行為、那些行為不違佛說。之所以稱作非法，是由於：佛陀是讚歎四聖種（糞掃衣，常乞食，樹下坐，腐爛藥）能得八聖道，趣向涅槃，提婆達多卻說八聖道比提婆達多五法更慢通向涅槃，因為將法倒說，所以提婆達多五法是非法。印順法師認為提婆達多的五法是「絕對的苦行主義，盡形壽奉行而毫無通變」，「重在外在物欲的克制，而不修內心智證的淨化」，偏離了佛陀中道的教導。

## 大眾部律典
提婆達多五法只出現在上座部系的律典，大眾部的《摩訶僧祇律》雖然有提婆達多破僧事，《大事》也將提婆達多描繪為反派人物，但這兩本僅存的大眾部律典都沒有提婆達多用苦行五法破僧的內容。